# Бејблејд: Метална фузија
Бејблејд: Метална фузија (енгл. Beyblade: Metal Fusion), познато и као Метална борба Бејблејд (јап. メタルファイトベイブレード, Metaru Faito Beiburēdo), јапанска је манга коју је написао Такафуми Адачи. Манга се серијализовала од септембра 2008. до фебруара 2012. године у Шогакукановом месечном часопису CoroCoro Comic, и представља спин-оф манге Бејблејд. 
Манга је адаптирана у аниме серију од три сезоне, које су колективно познате као Бејблејд: Метална сага. Прва сезона, Бејблејд: Метална фузија, синхронизована је на хрватски језик и 2012. године емитовала се на каналу Нова ТВ. Друга и трећа сезона, Бејблејд: Метални господари (Beyblade: Metal Masters) и Метални бес (Beyblade: Metal Fury) синхронизоване су на српски језик и емитовале су се 2012—2013. године на Ултри. Синхронизацију је радио студио Облакодер. 

## Радња
Прича прати Џингу Хаганеа, блејдера који верује да је блејдерски дух срж сваког блејдера. Џинга путује Јапаном како би постао јачи и поразио злу организацију за коју верује да му је убила оца. Он жели да поврати Муњевитог Ел-Драга, забрањеног Беја ког је зла организација украла и потом дала блејдеру Рјуги, арогантном блејдеру који путује светом како би придобио или уништио остале блејдере. Осим Рјуге, Џингин највећи ривал је Кјоја Татегами, бивши члан блејдерске банде.

## Франшиза

### Манга
Мангу Бејблејд: Метална фузија написао је илустровао Такафуми Адачи. Серијализовала се у Шогакукановој манга ревији CoroCoro Comic од септембарског издања 2008. до фебруарског 2012. године. Поглавља су сакуљена у 11 шинсобан тома; први је изашао 27. марта 2009., а последњи 28. марта 2012. године. Адачи је 2019. године написао једнократну причу у част серијала, која је објављена у летњем издању часописа CoroCoro Aniki.

### Аниме
Манга је произвела аниме адаптацију од три сезоне. Прву сезону, сачињену од 51 епизоде, анимирао је студио Тацуноко Про, и емитовала се у Јапану од 5. априла 2009. до 28. марта 2010. године. Другу и трећу сезону анимирао је студио SynergySP. Друга сезона, позната као Бејблејд: Метални господари, емитовала се у Јапану од 4. априла 2010. до 27. марта 2011. године, са укупно 51 епизодом. Трећа сезона, позната као Бејблејд: Метални бес, емитовала се од 3. априла 2011. до 1. априла 2012. године, са укупно 52 епизоде. Ове три сезоне, заједно са аниме адаптацијом Бејблејд: Шогун стила, познате су као „метална сага,“ и прати је „бурст“ сага.
Прва сезона није преведена на српски језик, али јесте синхронизована на хрватски, и 2012. године се емитовала на каналу Нова ТВ. Друга и трећа сезона синхронизоване су на српски језик и емитовале су се 2012—2013. године на Ултри. Синхронизацију је радио студио Облакодер.
Серијал је такође произвео анимирани филм, Metal Fight Beyblade vs the Sun: Sol Blaze, the Scorching Hot Invader, који је 10. августа 2010. премијерно приказан и Јапану. Филм није синхронизован на српски. 

#### Улоге
| Име лика                                                         | Српски глас                             |
| ---------------------------------------------------------------- | --------------------------------------- |
| Џинга                                                            | Слободан Стефановић                     |
| Масамуне                                                         | Лако Николић                            |
| Ју                                                               | Андријана Тасић                         |
| Мадока                                                           | Александра Ђурић                        |
| Цубаса, Чијун                                                    | Милан Тубић                             |
| Хикару, Селен Гарсија; Лера (С03)                                | Александра Томић                        |
| Софи, Лера (С02)                                                 | Александра Ширкић                       |
| Софи (С03), Сала                                                 | Јелена Стојиљковић                      |
| Бенкеј, Ријуга                                                   | Горан Поповић                           |
| Кјоја Татегами, Чаошин                                           | Петар Бенчина                           |
| Раго, Хершел, Кејзер                                             | Милан Чучиловић                         |
| Јохан, Блејдер ди-џеј, Плутон, Дашан, Клаус итд.                 | Немања Оливерић                         |
| Џулијан, Алексеј, Најл (С02)                                     | Јаков Јевтовић                          |
| Зио (С02)                                                        | Михаило Максимовић                      |
| Бао, Најл, амерички ди-џеј; Тоби (С02); Зио, Алексеј, Доџи (С03) | Владан Милић                            |
| Доктор Зигурат, Енсо, Џигсо итд.                                 | Синиша Убовић                           |
| Тити                                                             | Јелена Ђорђевић Поповић                 |
| Јуки (С03)                                                       | Андреј Острошки                         |
| Остали ликови                                                    | Сања Поповић Вања Лазин Марко Мрђеновић |
| Уводна шпица                                                     | Дејан Гладовић                          |

### Видео игрице
Закључно са 2010. годином, постоји шест игрица базираних на овом наслову, у Америци познатих као: Metal Fight Beyblade, , , , Beyblade: Metal Fusion – Battle Fortress, Metal Fight Beyblade Portable: Chouzetsu Tensei! Vulcan Horuseus. Прве четири прављене су за Nintendo DS конзолу, док су пета и шеста за конзоле Wii и PlayStation Portable.